# N-Trance
N-Trance ist eine britische Dance-Band aus Oldham, Greater Manchester. Die Band wurde im Jahr 1990 von Kevin O’Toole und Dale Longworth gegründet. Die Band hat weltweit über 5 Millionen Tonträger verkauft und hatte ihre größten Hits gegen Ende der 1990er Jahre. Die bekanntesten Lieder der Band sind Set You Free, Forever sowie Coverversionen bekannter Disco-Lieder aus den 1970er Jahren wie Stayin’ Alive, D.I.S.C.O. und Do Ya Think I’m Sexy?.

## Bandgeschichte

### Gründung
Kevin O’Toole und Dale Longworth, zwei Studenten des Toningenieurwesens am Oldham College gründeten N-Trance im Jahr 1990. Anfangs benutzen sie gemeinsam mit vier oder fünf weiteren Studenten das Aufnahmestudio des Colleges, das ihnen kostenlos zur Verfügung stand. Sie begannen damit, Musik zu produzieren, die ihrer Meinung nach mit dem gerade aufkommenden Rave aus den Charts vergleichbar waren. Zu diesem Zeitpunkt besaß die Band keinen festen Namen, sondern wechselte zwischen verschiedenen Bezeichnungen.
Das erste Demotape war ein Remix der Titelmelodie von Roobarb, einer britischen Kindersendung. Im Jahr 1991 kam Kevin O’Toole in Kontakt mit Mike Lewis, einem erfahrenen DJ und lud ihn ein, der Band beizutreten. Die nächste Aufnahme der Band, Back To The Bass, bestand hauptsächlich aus Samples und ist stilistisch als Trance-Stück einzuordnen. Nur Tage nach der Aufnahme erregte der Titel die Aufmerksamkeit von Dead Dead Good Records. Kurz vor der Vertragsunterzeichnung wurde das Label jedoch von 380 Records, einem Unterlabel von PWL überboten. Aufgrund des Interesses der Plattenfirmen entschieden Band und Management, dass die Band von nun an N-Trance genannt werden sollte. Probleme mit der Qualität der verwendeten Samples führten allerdings dazu, dass Back To The Bass nicht als Single veröffentlicht wurde.

### Erste Veröffentlichungen
In der Folge wurde beschlossen, dass eine Sängerin für zukünftige Aufnahmen benötigt wird. Mike Lewis suchte daher am Oldham College nach einer Sängerin und wurde aufgrund von Empfehlungen auf die damals sechzehnjährige Kelly Llorenna aufmerksam. Während der Fahrt zum 15 Minuten entfernt liegenden Haus von Kevin O’Toole, wo sie den Rest der Band treffen wollten, schrieb die Band das Lied Set You Free, um ihr ein Lied für die Probe zur Verfügung stellen zu können.
Set You Free wurde 1992 in den PWL Studios aufgenommen und als Promotionsingle mit einer Auflage von 500 Stück veröffentlicht. Aufgrund von Problemen mit dem Label wurde das Lied zunächst nicht als Single veröffentlicht. N-Trance beschlossen daraufhin, sich nach nur einem Jahr aus dem laufenden Vertrag mit 380 Records freizukaufen. In der Folge unterschrieben sie einen Vertrag mit dem Label All Around The World. Dort wurde Set You Free im Jahr 1993 veröffentlicht und erreichte Platz 81 der britischen Charts. Nach der Geburt seines Sohnes verließ Mike Lewis die Band.
Im Jahr 1994 wurde Set You Free erneut veröffentlicht und erreichte Position 39 der britischen Charts. Die nachfolgende Single war ein Eurodance-Titel namens Turn Up The Power, der Platz 23 in den britischen Charts erreichte und an dem unter anderem Rachel McFarlane als Sängerin und T-1K als Rapper beteiligt waren.

### Internationaler Durchbruch
Durch Live-Auftritte in ganz Großbritannien stieg die Popularität der Band und die Nachfrage nach der Single Set You Free weiter an, so dass eine dritte Veröffentlichung im Jahr 1995 folgte, die sich fast 600.000 Mal verkaufte. Die Single erreichte Platz 2 der britischen Charts und eine Goldene Schallplatte. Erstmals wurde der Titel auch in mehreren europäischen Ländern sowie in Australien veröffentlicht. Im selben Jahr folgte auch das erste Album von N-Trance, Electronic Pleasure, auf dem unter anderem sieben verschiedene Sänger vertreten sind. Gleichzeitig erweiterte die Band ihr Repertoire, so dass auch Rap, Disco und andere Stilrichtungen aufgenommen wurden.
Überraschenderweise war die nächste Single der Band ein Cover der Bee Gees. Stayin' Alive wurde ein Welthit, bei dessen Produktion erstmals Ricardo Da Force, der frühere Rapper von The KLF, zur Band stieß. Die Single erreichte unter anderem Platz 1 in den australischen, Platz 2 in den britischen und einen Platz unter den Top 5 in mehreren europäischen Charts. Nach weiteren kommerziell erfolgreichen Singles gründeten N-Trance 1996 ihr eigenes Aufnahmestudio namens Deep Blue. Nach eineinhalb Produktionsjahren wurde das zweite Album Happy Hour im Jahr 1999 veröffentlicht. Mit Do Ya Think I’m Sexy (Rod Stewart) und D.I.S.C.O. (Ottawan) veröffentlichten N-Trance weitere Cover-Versionen. Dazu kam der Titel The Mind Of The Machine.
Ein Best-Of-Album mit dem Titel The Best of N-Trance 1992-2002 wurde zu Beginn des Jahres 2001 veröffentlicht. Erneut wurde ein Remix von Set You Free veröffentlicht, der Platz 4 der britischen Charts erreichte.

### Neuere Bandgeschichte
Kelly Llorena verließ die Band nach ihrer Rückkehr erneut. Die Band selbst kündigte an, dass Lynsey-Jane Barrow zur Band stoßen würde, sowie die Rückkehr von zwei früheren Bandmitgliedern. Die Zukunft des Albums, das als drittes Album geplant war, ist jedoch weiterhin unbekannt. Es wird jedoch angenommen, dass Aufnahmen von Kelly Llorena, Gillian Tennant und der neuen Sängerin enthalten sein werden. Auf der Bandhomepage werden unveröffentlichte Titel mit Gillian Tennant bzw. Kelly Llorena als Sängerinnen angegeben. Der Titel Nothing Lasts Forever wurde vom Label All Around The World als nächste Single angekündigt.
Im Februar 2009 wurde The Mind Of The Machine an Stelle des unfertigen Albums als drittes Album der Band auf iTunes veröffentlicht. Es wurden nur zwei neue Titel aufgenommen und mit Aufnahmen aus dem Jahr 1997 komplettiert.

## Projekte außerhalb der Band
- Im Jahr 2003 begann Mike Lewis (DJ Kuta) zusammen mit Chris Rudall mit der Produktion eigener Titel unter dem Namen Kuta Productions.
- In den Jahren 2005 und 2006 erreichten die Bandgründer Platz 9 mit der Single So Much Love To Give, die unter dem Bandnamen Freeloaders veröffentlicht wurde. Als Download ist zudem ein Album namens Freshly Squeezed der Freeloaders erhältlich.

## Diskografie

### Studioalben
| Jahr | Titel                   | Höchstplatzierung, Gesamtwochen, AuszeichnungChartsChartplatzierungen (Jahr, Titel, Platzierungen, Wochen, Auszeichnungen, Anmerkungen) | Anmerkungen                            |
| Jahr | Titel                   | UK | Anmerkungen                            |
| ---- | ----------------------- | --- | -------------------------------------- |
| 1995 | Electronic Pleasure     | UK99 (1 Wo.)UK | Erstveröffentlichung: 1. November 1995 |
| 1998 | Happy Hour              | — | Erstveröffentlichung: Februar 1998     |
| 2009 | The Mind Of The Machine | — | Erstveröffentlichung: 2009             |

### Kompilationen
- 2001: The Best Of N-Trance 1992–2002

### Singles
| Jahr | Titel Album                                      | Höchstplatzierung, Gesamtwochen, AuszeichnungChartplatzierungen (Jahr, Titel, Album, Platzierungen, Wochen, Auszeichnungen, Anmerkungen) | Höchstplatzierung, Gesamtwochen, AuszeichnungChartplatzierungen (Jahr, Titel, Album, Platzierungen, Wochen, Auszeichnungen, Anmerkungen) | Höchstplatzierung, Gesamtwochen, AuszeichnungChartplatzierungen (Jahr, Titel, Album, Platzierungen, Wochen, Auszeichnungen, Anmerkungen) | Höchstplatzierung, Gesamtwochen, AuszeichnungChartplatzierungen (Jahr, Titel, Album, Platzierungen, Wochen, Auszeichnungen, Anmerkungen) | Höchstplatzierung, Gesamtwochen, AuszeichnungChartplatzierungen (Jahr, Titel, Album, Platzierungen, Wochen, Auszeichnungen, Anmerkungen) | Anmerkungen                                                    |
| Jahr | Titel Album                                      | DE | AT | CH | UK | US | Anmerkungen                                                    |
| ---- | ------------------------------------------------ | --- | --- | --- | --- | --- | -------------------------------------------------------------- |
| 1993 | Set You Free Electronic Pleasure                 | DE44 (9 Wo.)DE | AT61 (3 Wo.)AT | CH18 (5 Wo.)CH | UK2 ×2Doppelplatin · (19 Wo.)UK | — | Erstveröffentlichung: 4. Oktober 1993                          |
| 1994 | Turn Up The Power Electronic Pleasure            | — | — | — | UK23 (3 Wo.)UK | — | Erstveröffentlichung: 22. Oktober 1994                         |
| 1995 | Stayin’ Alive Electronic Pleasure                | DE3 Gold · (24 Wo.)DE | AT5 (14 Wo.)AT | CH2 (21 Wo.)CH | UK2 Silber · (11 Wo.)UK | US62 (17 Wo.)US | Erstveröffentlichung: 4. September 1995 feat. Ricardo Da Force |
| 1996 | Electronic Pleasure                              | — | — | — | UK11 (6 Wo.)UK | — | Erstveröffentlichung: 24. Februar 1996                         |
| 1997 | D.I.S.C.O. Happy Hour                            | — | AT29 (7 Wo.)AT | — | UK11 (6 Wo.)UK | — | Erstveröffentlichung: 5. April 1997                            |
| 1997 | The Mind Of The Machine Happy Hour               | — | — | — | UK15 (4 Wo.)UK | — | Erstveröffentlichung: 23. August 1997                          |
| 1997 | Da Ya Think I’m Sexy? Happy Hour                 | DE15 (22 Wo.)DE | AT9 (14 Wo.)AT | CH21 (12 Wo.)CH | UK7 (10 Wo.)UK | — | Erstveröffentlichung: 13. Oktober 1997 feat. Rod Stewart       |
| 1998 | Paradise City Happy Hour                         | — | — | — | UK28 (3 Wo.)UK | — | Erstveröffentlichung: 12. September 1998                       |
| 1998 | Tears In The Rain Happy Hour                     | — | — | — | UK53 (2 Wo.)UK | — | Erstveröffentlichung: 19. Dezember 1998                        |
| 2000 | Shake Ya Body The Best Of N-Trance 1992–2002     | — | — | — | UK37 (2 Wo.)UK | — | Erstveröffentlichung: Mai 2000                                 |
| 2001 | Set You Free 2001 The Best Of N-Trance 1992–2002 | DE38 (7 Wo.)DE | — | CH80 (2 Wo.)CH | UK4 (12 Wo.)UK | — | Erstveröffentlichung: September 2001                           |
| 2002 | Forever The Best Of N-Trance 1992–2002           | — | — | — | UK6 (10 Wo.)UK | — | Erstveröffentlichung: September 2002                           |
| 2003 | Destiny –                                        | — | — | — | UK37 (2 Wo.)UK | — | Erstveröffentlichung: Juli 2003                                |
| 2004 | I’m In Heaven –                                  | — | — | — | UK46 (4 Wo.)UK | — | Erstveröffentlichung: November 2004                            |

Weitere Singles
- 1999: Broken Dreams
- 2009: Nothing Lasts Forever

## Auszeichnungen für Musikverkäufe
| Silberne Schallplatte - Frankreich - 1995: für die Single Stayin’ Alive Goldene Schallplatte - Australien - 1995: für die Single Set You Free - Belgien - 1998: für die Single Da Ya Think I’m Sexy? - Norwegen - 1998: für die Single Da Ya Think I’m Sexy? | Platin-Schallplatte - Neuseeland - 1995: für die Single Stayin’ Alive - 1998: für die Single Da Ya Think I’m Sexy? 2× Platin-Schallplatte - Australien - 1995: für die Single Stayin’ Alive - 1998: für die Single Da Ya Think I’m Sexy? |

Anmerkung: Auszeichnungen in Ländern aus den Charttabellen bzw. Chartboxen sind in ebendiesen zu finden.
| Land/RegionAuszeichnungen für Musikverkäufe (Land/Region, Auszeichnungen, Verkäufe, Quellen) | Silber     | Gold     | Platin     | Verkäufe  | Quellen                   |
| -------------------------------------------------------------------------------------------- | ---------- | -------- | ---------- | --------- | ------------------------- |
| Australien (ARIA)                                                                            | —          | Gold1    | 4× Platin4 | 315.000   | aria.com.au               |
| Belgien (BRMA)                                                                               | —          | Gold1    | —          | 25.000    | ultratop.be               |
| Deutschland (BVMI)                                                                           | —          | Gold1    | —          | 250.000   | musikindustrie.de         |
| Frankreich (SNEP)                                                                            | Silber1    | —        | —          | 125.000   | infodisc.fr               |
| Neuseeland (RMNZ)                                                                            | —          | —        | 2× Platin2 | 20.000    | aotearoamusiccharts.co.nz |
| Norwegen (IFPI)                                                                              | —          | Gold1    | —          | 10.000    | ifpi.no                   |
| Vereinigtes Königreich (BPI)                                                                 | Silber1    | —        | 2× Platin2 | 1.400.000 | bpi.co.uk                 |
| Insgesamt                                                                                    | 2× Silber2 | 4× Gold4 | 8× Platin8 |           |                           |